# Turn 10 Studios
Turn 10 Studios — американская компания, разработчик компьютерных игр, располагающаяся в Редмонде, штат Вашингтон. Была основана в 2001 году Microsoft Game Studios. Разработчик гоночной серии игр Forza эксклюзивно для игровых консолей Xbox и для операционной системы Windows.

## История
Turn 10 Studios была основана в 2001 году корпорацией Microsoft в составе подразделения Microsoft Game Studios (в настоящее время — Xbox Game Studios) для разработки серии гоночных игр, позднее ставшей известной под названием Forza. На момент создания компании большинство сотрудников имели опыт издания игр, в том числе таких как Project Gotham Racing и Golf 4.0, но не участвовали в разработке игр. В октябре 2014 года в компании работало около 100 штатных и от 100 до 200 внештатных сотрудников.

## Технологии
Turn 10 Studios разрабатывает и использует в своих продуктах проприетарный игровой движок ForzaTech и редактор Fuel, позволяющий нескольким художникам одновременно работать над одним объектом, в первую очередь над автомобилями и гоночными трассами.

## Разработанные игры
| Год  | Игра                     | Платформа                |
| ---- | ------------------------ | ------------------------ |
| 2005 | Forza Motorsport         | Xbox                     |
| 2007 | Forza Motorsport 2       | Xbox 360                 |
| 2009 | Forza Motorsport 3       | Xbox 360                 |
| 2011 | Forza Motorsport 4       | Xbox 360                 |
| 2013 | Forza Motorsport 5       | Xbox One                 |
| 2015 | Forza Motorsport 6       | Xbox One                 |
| 2016 | Forza Motorsport 6: Apex | Windows                  |
| 2017 | Forza Motorsport 7       | Windows, Xbox One        |
| 2023 | Forza Motorsport         | Windows, Xbox Series X/S |

### Содействие в разработке
| Год  | Название        | Платформы             | Разработчик                     |
| ---- | --------------- | --------------------- | ------------------------------- |
| 2012 | Forza Horizon   | Xbox 360              | Playground Games                |
| 2014 | Forza Horizon 2 | Xbox 360, Xbox One    | Playground Games и Sumo Digital |
| 2016 | Forza Horizon 3 | Windows, Xbox One     | Playground Games                |
| 2018 | Forza Horizon 4 | Windows, Xbox One     | Playground Games                |
| 2019 | Forza Street    | Android, iOS, Windows | Electric Square                 |